# SummerSlam 1996
SummerSlam (1996) was een professioneel worstel-pay-per-view (PPV) evenement dat georganiseerd werd door de World Wrestling Federation (WWF, nu WWE). Het was de 9e editie van SummerSlam en vond plaats op 18 augustus 1996 in het Gund Arena in Cleveland, Ohio.

## Matches
| Nr. | Match | Winnaar(s)              | Opmerkingen                                                  | Bron  |
| --- | --- | ----------------------- | ------------------------------------------------------------ | ----- |
| 1F  | Stone Cold Steve Austin vs. Yokozuna | Stone Cold Steve Austin | Eén-op-één FFA match.                                        | [ 1 ] |
| 2   | Owen Hart vs. Savio Vega | Owen Hart               | Eén-op-één match.                                            | [ 2 ] |
| 3   | The Smoking Gunns (Billy & Bart) (c) (met Sunny) vs. The New Rockers (Leif Cassidy & Marty Jannetty) vs. The Godwinns (Henry O. & Phineas I.) (met Hillbilly Jim) vs. The Bodydonnas (Skip & Zip) | The Smoking Gunns       | Four-4 Elimination match voor het WWF Tag Team Championship. | [ 2 ] |
| 4   | Sycho Sid vs. The British Bulldog (met Jim Cornette) | Sycho Sid               | Eén-op-één match.                                            | [ 2 ] |
| 5   | Goldust (met Marlena) vs. Marc Mero (met Sable) | Goldust                 | Eén-op-één match.                                            | [ 2 ] |
| 6   | Jerry Lawler vs. Jake Roberts | Jerry Lawler            | Eén-op-één match.                                            | [ 2 ] |
| 7   | Mankind vs. The Undertaker (met Paul Bearer) | Mankind                 | Boiler Room Brawl                                            | [ 2 ] |
| 8   | Shawn Michaels (c) (met José Lothario) vs. Vader (met Jim Cornette) | Shawn Michaels          | Eén-op-één match voor het WWF Championship.                  | [ 2 ] |